# Onthophagus lemur
Onthophagus lemur é uma espécie de insetos coleópteros polífagos pertencente à família Scarabaeidae.
A autoridade científica da espécie é Fabricius, tendo sido descrita no ano de 1781.
Trata-se de uma espécie presente no território português.